# The Spy Next Door
The Spy Next Door (2010) —en español: «Mi vecino es un espía» o «El supercanguro»— es una comedia humorística de acción y artes marciales protagonizada por Jackie Chan, Amber Valletta, Billy Ray Cyrus, Magnús Scheving y George Lopez. Su estreno en teatros se realizó el 15 de enero de 2010 en los Estados Unidos y el 18 de mayo se lanzó en DVD y Blu-ray.

## Sinopsis
Bob Ho es un operativo de la  CIA como agente encubierto prestado por la Inteligencia China, que decide retirarse después de poner tras las rejas al terrorista ruso Anton Poldark y casarse con su novia de toda la vida Gillian, que vive al lado y tiene tres hijos de relaciones anteriores, Farren (una hijastra), Ian y Nora. Ninguno de ellos conoce su trabajo real y cree que trabaja en una empresa de importación de bolígrafos.
Un día, Gillian se va a visitar a su padre en un hospital en Denver, Colorado y deja a Bob para cuidar de sus hijos, pero Farren e Ian lo desprecian y planean deshacerse de él. Usando tecnología de la CIA, Bob puede tomar el control y establecer vínculos con los niños gradualmente. Su socio, Colton James, le informa que Poldark se ha escapado de la cárcel y sospechan que hay un topo en la CIA. Colton envía un archivo a la computadora de Bob para obtener una fórmula ultrasecreta para una  bacteria que se alimenta de aceite en la que Poldark está trabajando. Mientras husmea en la casa de Bob, Ian descarga el archivo, que confunde con música, en su iPod. Poldark descubre la descarga y envía a algunos de sus secuaces a la casa de Bob, pero Bob los domina.
Después del ataque, Bob y los niños se esconden en un restaurante chino, donde el secuaz adolescente de Poldark, Larry, intenta matar a Bob. Bob lo derrota y se ve obligado a contarles a los niños sobre su trabajo. Su jefe Glaze llega, le apunta con un arma y exige el archivo descargado, revelándose como el topo de Poldark. Bob noquea a Glaze con la tortuga de Nora y luego se esconde en un hotel con los niños. Farren le cuenta a Gillian por teléfono sobre el secreto de Bob. Temiendo por la seguridad de sus hijos, Gillian vuela a casa para llevárselos y, enojada, rompe con él por mentirle.
Bob se dirige a una fábrica abandonada para enfrentarse a los terroristas rusos, pero descubre que Ian, que quería convertirse en espía, lo siguió y Farren se escapó de casa para intentar ayudarlo también. Los tres son capturados por los rusos, quienes obligan a Ian a revelar que el archivo está en su iPod con bastante facilidad, ya que Ian no sabe cómo manejar un interrogatorio. Mientras Poldark, su compañera Tatiana y Glaze van a la casa de Gillian, Bob y los niños escapan y regresan a casa, donde Poldark y su tripulación llegan poco después. Bob, la familia de Gillian y los terroristas luchan, con los niños usando las armas secretas de Bob para derrotar a algunos de ellos, y poco después, Colton y su equipo llegan para arrestar a los rusos y Glaze. Gillian inicialmente rechaza a Bob, pero cambia de opinión cuando sus hijos expresan su más sincera aprobación hacia él. Al final, Bob y Gillian se casan. En el altar, Bob le confiesa a Gillian que Bob no es su verdadero nombre, lo que Gillian y sus hijos aceptan entre risas.

## Reparto
- Jackie Chan como Bob Ho.
- Amber Valletta como Gillian.
- Billy Ray Cyrus como James Colton.
- Magnús Scheving como Anton Poldark.
- George Lopez como Glaze.
- Lucas Till como Larry.
- Madeline Carroll como Farren.
- Will Shadley como Ian.
- Alina Foley como Nora.
- Katherine Boecher como Tatiana Creel.
- Maverick McWilliams como Chad.
- Quinn Mason como Carl.
- Margaret Murphy como mamá.
- Esodie Geiger como el principal.